# Plectris ruficollis
Plectris ruficollis är en skalbaggsart som beskrevs av Frey 1976. Plectris ruficollis ingår i släktet Plectris och familjen Melolonthidae. Inga underarter finns listade i Catalogue of Life.